# Autobusna linija br. 223 u Zagrebu
Linija 223 (Dubrava – Trnovčica – Dubec) dnevna je autobusna linija u Zagrebu.
Prometuje svaki dan na trasi: Dubrava – ul. Dubrava – (smjer A: Dankovečka ulica; smjer B: Ulica križnog puta → Grižanska ulica) – Koledinečka ulica – Klin – Trnovčica – Ulica Josipa Stadlera – Ulica Anđela Nuića – Dubečka ulica – Dubec
Povezuje naselja Dubec i Trnovčica s tramvajsko-autobusnim terminalima Dubrava i Dubec

## Vanjske poveznice
- Vozni red linije 223

1. ↑  Datoteke u GTFS formatu. zet.hr. Pristupljeno 5. lipnja 2025. - Sadrži informacije tijela javne vlasti u skladu s Otvorenom dozvolom